# Oberto Ier
Oberto Ier est le fondateur de la dynastie nobiliaire italienne des Obertenghi, actif dans la péninsule entre 940 et 972.

## Comte

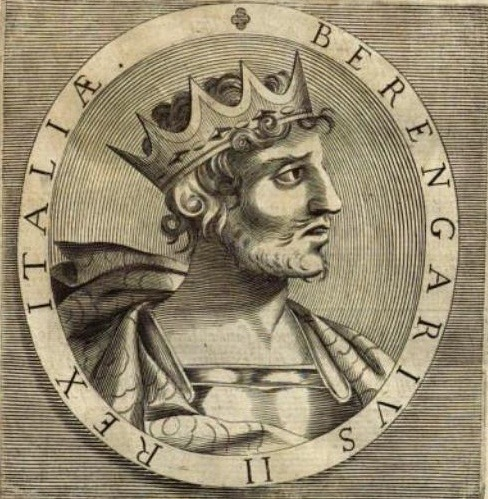
Bérenger II, roi d'Italie.

On ignore la filiation d'Oberto, mais les archives gardent trace de son activité à quatre reprises : en 945, en 951, en 953 et en 975.
Le 13 avril 945, il porte le titre de comte et assiste à une audience au palais royal de Pavie. Il côtoie à cette occasion le comte palatin Lanfranco, le comte Adalberto (dont les descendants seront les Canossa), le comte de Parme Manfredo, le comte de Vérone Milone (futur marquis de Frioul) et deux comtes piémontais, Aleramo (racine de la dynastie nobiliaire des Aleramici) et Arduino (à l'origine de la dynastie nobiliaire des Arduini). La signature a lieu devant le roi d'Italie Lothaire II, et l'acte concerne celui qui lui succédera sous le nom de Bérenger II. À cette époque, Oberto est donc déjà un personnage de tout premier plan, associé au plus haut niveau aux affaires du royaume.

## Marquis et comte palatin
En 951 et, à nouveau, en 953 (entre le règne de Lothaire II et celui de Bérenger II), il se porte témoin au bas d'un document royal, signant la première fois comme marquis, la seconde comme comte palatin.
Dans cette dernière fonction, la plus élevée du palais, il assume des responsabilités qui s'étendent à l'ensemble du royaume d'Italie. Cette ascension, qui prend place dans un contexte politique tourmenté, démontre la capacité d'adaptation de l'aristocratie de l'époque. Titulaires de titres de comtes et de marquis, mais surtout grands propriétaires fonciers, ces fonctionnaires royaux imposent alors à leur suzerain un rapport de force basé sur la permanence et la continuité de leurs lignages face à une royauté plus instable et plus intermittente.
En 960, Oberto fait partie de la délégation qui quitte l'Italie et gagne la Germanie pour demander à son souverain, Otton Ier, de descendre dans la péninsule pour y assumer la royauté. Une fois Otton couronné, Oberto sera récompensé de ses peines, recevant des terres prélevées sur le patrimoine de l'abbaye de Bobbio.
Il est alors, très probablement, titulaire de droits sur le district de Luni, entre la Ligurie et la Toscane. En tant que marquis, il domine la « marca obertenga » (la marche des Obertenghi) entre Ligurie, Piémont et Lombardie, incluant les comtés de Gênes, Luni, Tortone et Milan. En tant que comte palatin, il est le bras droit du roi sur l'ensemble du royaume.

## Patrimoine et influence
Le patrimoine qu'il léguera à ses descendants s'étend très au-delà des confins de ses juridictions comtales. Une partie se trouve dans la plaine du Pô, entre Pavie, Crémone, Plaisance et Parme. Une autre dans ce qui deviendra le berceau de la famille d'Este, à savoir un triangle Padoue, Ferrare, Rovigo. La troisième partie se trouve en Toscane (marca di Tuscia).
La dispersion de ces biens semble indiquer que le patrimoine d'Oberto se constitue pendant qu'il exerce ses fonctions palatines, qui lui donnent accès à des domaines contestés, à des héritages en déshérence et à des biens générateurs de revenus fiscaux qu'il lui est possible de s'approprier moyennant finances. Ses fonctions lui permettent d'accéder à des terres qui l'autorisent à leur tour d'amplifier sa clientèle, pour devenir ainsi, au sein de l'administration du Royaume, sinon un candidat au trône, au moins un des faiseurs de roi. Oberto pose ainsi les bases d'une lignée dynastique d'envergure régionale, disposant d'un vaste patrimoine réparti dans tout le nord de la péninsule, avec une attention particulière pour les zones clés des Apennins et pour les périphéries fragiles des domaines en voie de dissolution.
Ni Oberto, ni ses successeurs ne sont à l'origine de la fondation d'un monastère « familial ». À part l'abbaye de San Colombano de Bobbio, avec laquelle il entretient un rapport particulier, il disperse ses donations entre plusieurs établissements religieux.

## Mort et postérité
On ne connaît pas la date de la mort d'Oberto. Un acte de 975, rédigé par l'évêque de Pise en faveur de ses fils, indique qu'il est mort entre 953 et cette date.
Un texte de 1124 (la Paix de Luni), qui règle un différend concernant un puits situé à Sarzana, a permis aux historiens de reconstituer, à rebours, une partie de l'arbre généalogique d'Oberto. Cette reconstitution indique qu'il est à l'origine des familles Malaspina, Pallavicini, D'Este, de Massa-Carrara, ainsi que de la famille Parodi.
- Adalberto I, comte (vers 900).
  - Oberto I († avant le 15 octobre 975, comte palatin et margrave x Guilla di Bonifazio, fille du marquis de Spolète.
    - Oberto II († après 1014/1021), comte palatin, margrave de Milan, Tortone et Gênes x Railenda, fille du comte Riprando.
    - Ugo († après le 26 janvier 1037), margarve de Milan, comte de Gênes x Gisèle de Bergame, fille du comte Gisalberto II.
    - Alberto Azzo I (970- † avant 1018) margrave de Milan x Adèle.
      - Adèle x Aledramo II, margrave de Saluces († avant 1055).
      - Alberto Azzo II d'Este (997-1096/97), margrave de Milan (Maison d'Este).
x Cunizza de Altdorf, fille du comte Welf II de Bavière (branche des Welf).
x Gersende du Maine, fille du comte Herbert Ier du Maine (branche des Hugonides).
x Mathilde, sœur de Guillaume, évêque de Pavie (Aleramici).
      - Berta († 1037)
x Arduin d'Ivrée, roi d'Italie († 1015)
x Oldéric-Manfred II d'Oriate († 1034/35), margrave de Turin, (Arduinici).
      - Adalberto IV († 1034) x Adélaïde, fille du comte Boso.
        - Adalberto V
        - Anselmo († 1047)

    - Adalberto II († avant mars 1000), comte x Adélaïde[4] fille de Boson I, comte de Sabbioneta ancêtre des familles de Massa-Carrara, Parodi et Pallavicino.
      - Oberto III
      - Adalberto VI
      - Berthe x Lanfranco, comte de Plaisance.
      - Gisèle (peut-être fille d'Adalberto III) x Anselmo I del Monferrato (Aleramici).

    - Adalberto III († 1002/11) comte x Inconnue
      - Gisèle (peut-être fille d'Adalberto III) x Anselmo I del Monferrato (Aleramici).

    - Oberto Obizzo x Ermengarda - souche de la famille Malaspina.
      - Alberto